# Tipslördag
Tipslördag är fotbollssändningar på lördagar i TV4, oftast till Sverige från andra länder, ursprungligen främst England, Storbritannien. Sändningarna inleddes då man övertog Tipsextra, som sänts i Sveriges Television under säsongerna 1969/1970-1994/1995. Tipslördag startade säsongen 1995/1996 och visades ursprungligen, precis som föregångaren Tipsextra, bara under vintrarna, från november till mars.
I den första matchen som visades vann Tottenham Hotspur FC med 2-1 över Arsenal FC den 18 november 1995. 
Till skillnad från Tipsextra-eran var Tipslördag redan första säsongen inte ensamma om att sända brittisk fotboll i svensk TV. Vissa kanaler, som Supersport och Sportkanalen, hade också börjat sända engelsk fotboll, och det skedde under hela säsongen.
Från säsongen 1998/1999 övertogs sändningarna av Premier League av Canal Plus, där sändningarna sker hela säsongen. Tipslördag blev nu begränsade till att sända den engelska andradivisionen, samt skotsk förstadivisionsfotboll. Ibland har även tysk Bundesligafotboll visats.
Senare har man övergått till att sända hela året, även från Sverige, bland annat från Superettan, Damallsvenskan och från den 15 juli 2006 även från Allsvenskan för herrar.
Programmet leddes av Peppe Eng, med  Billy Lansdowne som bisittare.